# Cresta Run

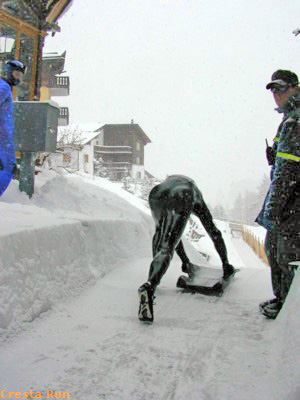
Het begin van de Cresta Run

De Cresta Run in Sankt Moritz, Zwitserland, is de enige natuurijs skeletonbaan ter wereld. Hij heeft een lengte van 1.215,25 meter en daalt 157 meter van start tot finish.

## De baan
De Cresta Run heeft een lengte van 1.215,25 meter en een hoogteverschil van 157 meter. Hij begint in Sankt Moritz en eindigt in Celerina. Ieder jaar in december wordt de natuurbaan opnieuw opgebouwd. Gedurende het tien weken durende seizoen worden er ongeveer 30 races gehouden.

### Baanrecord
Het record op de Cresta Run werd behaald door:
- 13 februari 1999: James Sunley; 50,09 seconden.[2] tijdens zijn derde run van The Grand National.